# Júlio César Leal
Júlio César Leal (født 13. april 1951) er en tidligere brasiliansk fodboldspiller og træner.